# Incidente da Ponte Marco Polo

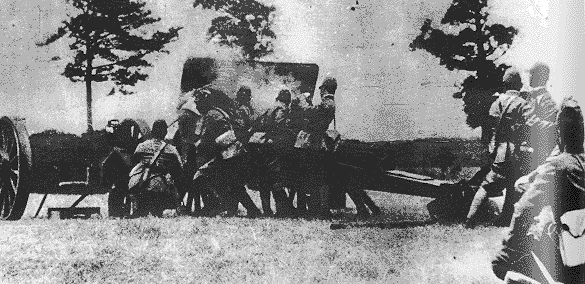
Tropas japonesas bombardeando Wanping, em 1937.

O Incidente da Ponte Marco Polo foi uma batalha ocorrida entre o Exército Nacional Revolucionário Chinês e o Exército Imperial Japonês em julho de 1937, e que marca, oficialmente, o início da Segunda Guerra Sino-Japonesa entre a República da China e o Império do Japão.
A referida ponte, cujo nome em mandarim é Lugouqiao, vem a ser uma obra arquitetônica edificada em granito com onze arcos e 266 m de comprimento. Foi construída em 1189 e posteriormente restaurada durante a dinastia Kangxi (1662-1722), e está localizada em um subúrbio ao leste de Pequim, atravessando o rio Yongding.
Ela também é conhecida, principalmente no mundo ocidental, como Ponte Marco Polo, pois acredita-se que essa ponte foi descrita por Marco Polo, explorador e aventureiro italiano em suas anotações ao longo de sua viagem à Ásia e Extremo Oriente no século XIII.

## A batalha
Em 1931, as tropas do Império do Japão haviam invadido e anexado Manchúria, que compreende uma vasta região no leste da China e outras províncias limítrofes. Durante o período de 1931 a 1937, foram acontecendo inúmeros enfrentamentos entre os exércitos do Império do Japão e as tropas nacionalistas do Kuomintang (KMT), que representava, na época, o governo central chinês, presidido por Chiang Kai-shek, e que detinha o controle da cidade de Pequim e das áreas (subúrbios) ao redor da capital. No verão no Hemisfério Norte de 1937, Chiang Kai-shek em Pequim, encontrava-se cercado por três lados, e sua maior resistência e esforço militar era manter a passagem para o leste aberta, através da Ponte Marco Polo (em mandarim Lugouqiao) sobre o rio Yongding. Se a ponte caísse em mãos dos japoneses, a ligação de Pequim com as áreas em seu entorno, e ainda sob controle do governo central, seria interrompida, inviabilizando a comunicação e impossibilitando a necessária ajuda dessas áreas no esforço de reprimir a invasão japonesa sobre a capital.

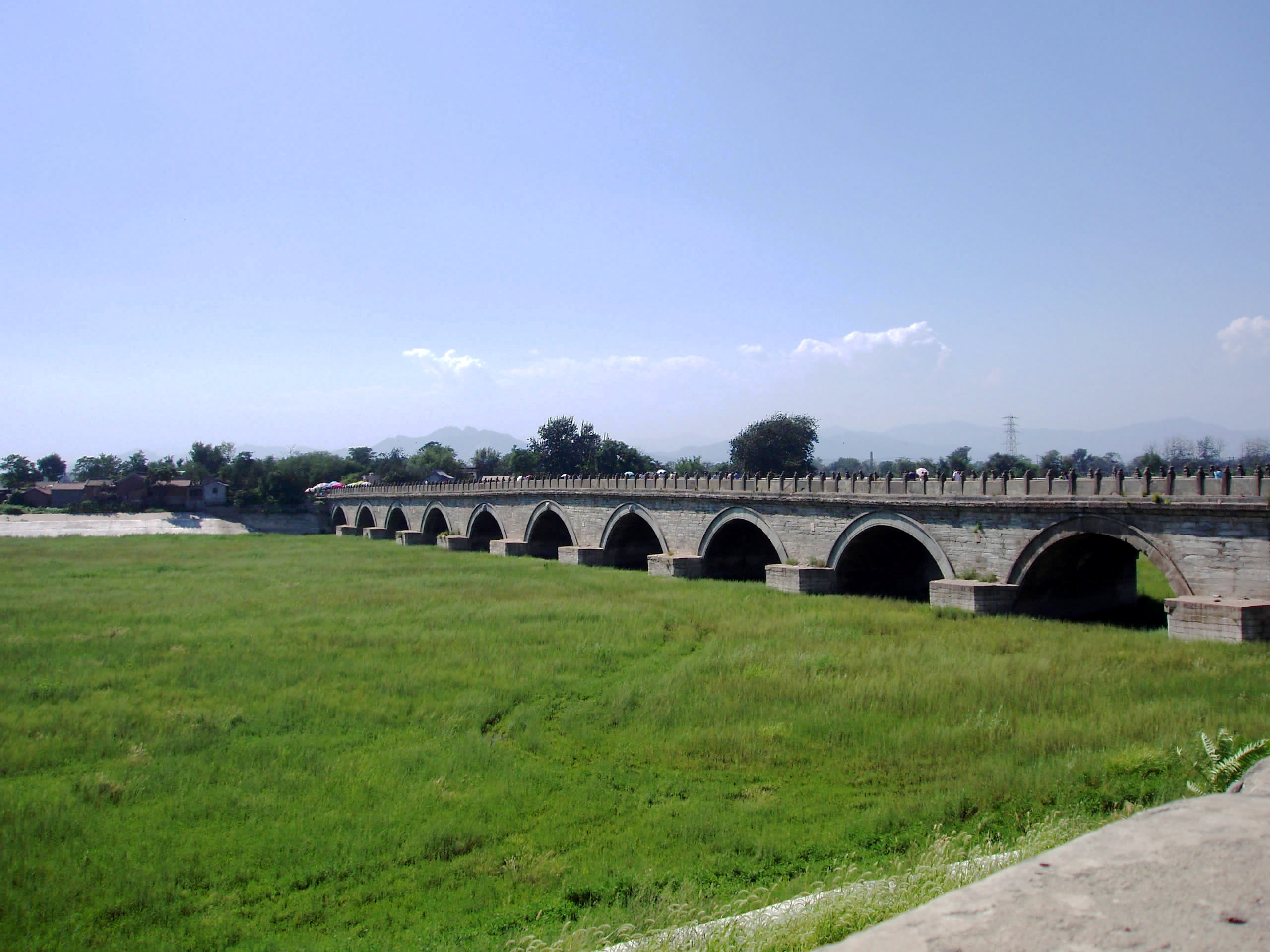
A ponte Marco Polo (Lugouqiao) em 2005.

As tropas chinesas de infantaria eram, militarmente, mal treinadas e equipadas. Dispunham de rifles ultrapassados, sendo as tropas, em sua maioria, compostas de soldados recrutados entre criminosos e camponeses sem qualquer treinamento de combate. Tinham como única vantagem contra o exército profissional do Império do Japão a superioridade numérica e o conhecimento melhor das áreas onde se desenrolaram os conflitos entre os dois exércitos.
Na noite do dia 6 de julho de 1937, um batalhão de infantaria do exército do Império do Japão composto de 137 soldados que estavam aquartelados no lado sul da Ponte Marco Polo realizaram um treinamento militar, e no lado norte da ponte, tropas de infantaria chinesas do Kuomintang (KMT) apenas os vigiavam, defendendo, aquartelados, suas posições. Os comandantes dos batalhões de infantaria do exército chinês, calculando que a movimentação das tropas japonesas era um prenúncio de ataque que estava em andamento, ordenaram o disparo de cerca de 30 tiros de fuzil contra as tropas japonesas. O que ocasionou uma breve troca de fogo entre os dois lados, por volta das 23h00. Após esse breve embate, o soldado japonês, Shimura Kikujiro, não retornou ao seu posto, então o comandante do batalhão de infantaria japonesa, Major Kiyonao Ichiki, calculou que os chineses o haviam capturado, e relatou o incidente ao comandante do seu regimento, coronel Renya Mutaguchi. Ao alvorecer do dia 7 de julho, o comando do exército japonês enviou um telegrama às forças chinesas avisando que um dos seus soldados estava desaparecido e acreditavam que ele estivesse escondido dentro da cidade. No telegrama o comando militar japonês pedia autorização para que alguns de seus soldados entrassem na cidade para procurá-lo.
O comandante da guarnição chinesa negou o pedido. Na tarde do mesmo dia, o comandante japonês enviou um ultimato aos chineses, exigindo que seus soldados tivessem a permissão concedida em uma hora ou a cidade seria colocada sob fogo da artilharia japonesa. Sem resposta, à meia-noite os canhões começaram a bombardear a cidade, enquanto a infantaria blindada iniciava uma marcha em direção à ponte, ao alvorecer. Sob as ordens de defender a ponte a qualquer custo, o Coronel Ji liderou uma tropa de mil homens entrincheirada contra o avanço japonês.
Os japoneses tomaram parcialmente a ponte e as áreas vizinhas ao entardecer do dia 8, mas as tropas do Kuomintang, reforçadas por unidades vizinhas, a retomaram no dia seguinte. Os japoneses então sustaram o ataque e abriram negociações, sem contudo deixarem de se concentrar no extremo norte da ponte. Após dias de negociações entre os comandantes inimigos que nada resolveram, as tropas imperiais, reforçadas por divisões vindas da Manchúria invadiram a região por todos os lados, tomando a ponte Marco Polo, os subúrbios próximos de Wamping e a própria Pequim a 29 de julho, numa escalada da guerra que a partir daí se tornou aberta e total entre as duas nações.